# Chromoptilia biobliqua
Chromoptilia biobliqua är en skalbaggsart som beskrevs av Leon Fairmaire 1902. Chromoptilia biobliqua ingår i släktet Chromoptilia och familjen Cetoniidae. Inga underarter finns listade i Catalogue of Life.